# Seleção Maltesa de Futebol
A Seleção Maltesa de Futebol representa Malta nas competições de futebol da FIFA. É gerenciada pela Associação de Futebol de Malta, que é filiada à FIFA desde 1959 e à UEFA desde 1960.

## História
Malta jogou seu primeiro jogo internacional em 24 de fevereiro de 1957 no Empire Stadium, perdendo por 2 a 3 para a Áustria. Essa partida foi jogada na frente de uma multidão no antigo Empire Stadium. A Associação de Futebol de Malta aderiu à FIFA em 1959 e à UEFA um ano depois. A equipa internacional competiu pela primeira vez nas eliminatórias da Taça das Nações da Europa em 1962 e na qualificação para a Copa do Mundo em 1971.
O primeiro empate competitivo de Malta terminou 1-1 contra a Grécia em 1970. As duas primeiras vitórias competitivas de Malta foram vitórias de 2-0 e 2-1 em casa para a Grécia e Islândia nas eliminatórias do Campeonato Europeu em 1975 e 1982, respectivamente. Em 1979, Malta empatou em 0-0 com a Alemanha Ocidental num jogo de qualificação para o Campeonato da Europa e voltou a reunir-se a 16 de Dezembro de 1984 para uma partida memorável na Taça do Mundo, diante de uma assistência recorde no estádio Ta'Qali, em 1982. Os vice-campeões da Copa só conseguiram uma vitória por 2 a 3. Outro resultado de prestígio foi alcançado em Março de 1987, quando Malta empatou 2-2 em Portugal, numa qualificação para o Euro'88 e a equipa também empatou duas vezes frente à Hungria durante a qualificação para o Campeonato do Mundo de 1990 e registou quatro vitórias amigáveis em 1991 e 1992.
A terceira vitória competitiva de Malta veio com uma vitória por 1 a 0 para a Estônia em uma eliminatória da Copa do Mundo de 1993, na qual Kris Laferla marcou. Em Outubro de 1994, o Malta detinha a República Checa por 0-0 num jogo de apuramento para o UEFA Euro 1996, no qual este terminou em segundo lugar. Seis anos depois, em outubro de 2000, em uma partida classificatória para a Copa do Mundo de 2002, Malta novamente conseguiu outro empate de 0-0 contra a República Tcheca, o que acabou custando a última colocação no seguinte grande torneio. Em junho de 2000, Malta jogou contra a Inglaterra, então administrada por Kevin Keegan. Em desvantagem de 2 a 1 para os minutos finais, Malta recebeu um pênalti, mas o esforço de David Carabott foi poupado por Richard Wright. Em novembro de 2001 e maio de 2002, o Malta jogou e permaneceu invicto em 6 partidas internacionais e entre elas venceu o Torneio Internacional (Rothmans). Em 2005, Malta empatou 1-1 contra a Croácia e a Bulgária. Outro resultado positivo foi o empate em 1 a 1 em um jogo amistoso contra a Irlanda do Norte, apesar de George Mallia ter perdido uma penalidade por lesão que teria dado a eles uma vitória. Em 11 de outubro de 2006, Malta conseguiu mais uma vitória competitiva, um triunfo por 2 a 1 sobre a Hungria no Campeonato Europeu de qualificação, com Andre Schembri marcando duas vezes.
Em 7 de fevereiro de 2007, Malta empatou em 1 a 1 com um dos anfitriões do Euro 2008, na Áustria. O jogo foi disputado para comemorar o 50º aniversário da primeira partida internacional disputada pela seleção nacional de Malta. Em 8 de setembro de 2007, Malta conseguiu outro empate contra a Turquia em um jogo das eliminatórias da Eurocopa de 2008, terminando o jogo em 2 a 2. Em 26 de março de 2008, Malta alcançou a maior vitória de sempre, uma derrota por 7 a 1 para o Liechtenstein em um amistoso no Estádio Ta 'Qali, com Michael Mifsud marcando cinco gols. Uma vitória amigável por 2 a 0 sobre a Geórgia aconteceu em 2009. Neste mesmo ano, Malta alcançou um feito negativo: não conseguiu marcar ao menos um gol durante sua campanha para tentar a classificação para a Copa de 2010. Foi a primeira vez desde 1978 que a equipe não marcava gols.

## Recordes
- Atualizado até 11 de junho de 2024

Jogadores em negrito ainda em atividade pela Seleção Maltesa.
| Pos. | Jogador         | Partidas | Gols | Em atividade |
| ---- | --------------- | -------- | ---- | ------------ |
| 1    | Michael Mifsud  | 143      | 42   | 2000–2020    |
| 2    | David Carabott  | 122      | 11   | 1987–2005    |
| 3    | Gilbert Agius   | 120      | 8    | 1993–2009    |
| 4    | Carmel Busuttil | 113      | 23   | 1982–2001    |
| 5    | Andrei Agius    | 103      | 6    | 2006–2022    |
| 5    | Joe Brincat     | 103      | 6    | 1987–2004    |
| 7    | Roderick Briffa | 100      | 1    | 2003–2018    |
| 8    | John Buttigieg  | 97       | 1    | 1984–2000    |
| 9    | André Schembri  | 94       | 3    | 2006–2018    |
| 10   | Brian Said      | 91       | 5    | 1996–2009    |

| Pos. | Jogador           | Gols | Partidas | Média por jogo | Em atividade |
| ---- | ----------------- | ---- | -------- | -------------- | ------------ |
| 1    | Michael Mifsud    | 42   | 143      | 0.29           | 2000–2020    |
| 2    | Carmel Busuttil   | 23   | 113      | 0.21           | 1982–2001    |
| 3    | David Carabott    | 11   | 122      | 0.09           | 1987–2005    |
| 4    | Hubert Suda       | 8    | 71       | 0.11           | 1988–2001    |
| 4    | Gilbert Agius     | 8    | 120      | 0.07           | 1993–2009    |
| 6    | Jurgen Degabriele | 6    | 25       | 0.24           | 2018–        |
| 6    | Raymond Xuereb    | 6    | 45       | 0.13           | 1971–1985    |
| 6    | Kristian Laferla  | 6    | 65       | 0.09           | 1986–1998    |
| 6    | Andrei Agius      | 6    | 103      | 0.06           | 2006–2022    |
| 6    | Joe Brincat       | 6    | 103      | 0.06           | 1987–2004    |

## Treinadores
| - Joe A. Griffiths (1957–1961) - Carl Borg (1961–1964) - János Bédl (1966) - Tony Formosa (1966) - Joseph Attard (1969) - Saviour Cuschieri (1970) - Victor Scerri (1973) - Terrenzio Polverini (1974–1976) - John Calleja (1976–1978) - Victor Scerri (1978–1983) | - Guentcho Dobrev (1984–1987) - Horst Heese (1988–1991) - Pippo Psaila (1991–1993) - Pietro Ghedin (1993–1995) - Robert Gatt (1996) - Milorad Kosanović (1996–1997) - Josif Ilić (1997–2001) - Sigfried Held (2001–2003) - Horst Heese (2003–2006) - Dušan Fitzel (2006–2009) | - John Buttigieg (2009–2011) - Robert Gatt (2012, interino) - Pietro Ghedin (2012–2017) - Tom Saintfiet (2017–2018) - Ray Farrugia (2018–2019) - Devis Mangia (2019–2022) - Gilbert Agius (2022, interino) - Michele Marcolini (2023–2024) - Davide Mazzotta (2024, interino) - Emilio De Leo (2025–) |